# Jaume Galter
Jaume Galter, va ser un músic del S.XVIII que va succeir a Narcís Galter al 1796 en el benefici de Sant Miquel, annex a la plaça de flauta i oboè, fundat a la basilísca de la catedral de Santa Maria de Castelló d'Empúries.